# Fuyu Tokyo
«Fuyu Tokyo» (冬東京 Invierno de Tokyo?), es un sencillo de la banda japonesa LAREINE, lanzado el 15 de diciembre de 1999.
Alcanzó el número # 29 en el ranking del Oricon Singles Weekly Chart.

## Lista de canciones
| CD  |                         |          |  |
| N.º | Título                  | Duración |  |
| 1.  | «Fuyu Tokyo»            | 5:29     |  |
| 2.  | «Fiançailles» (J&L Mix) | 5:56     |  |